# Route de la Faluère
La route de la Faluère est une voie située dans le 12e arrondissement de Paris, en France.

## Origine du nom

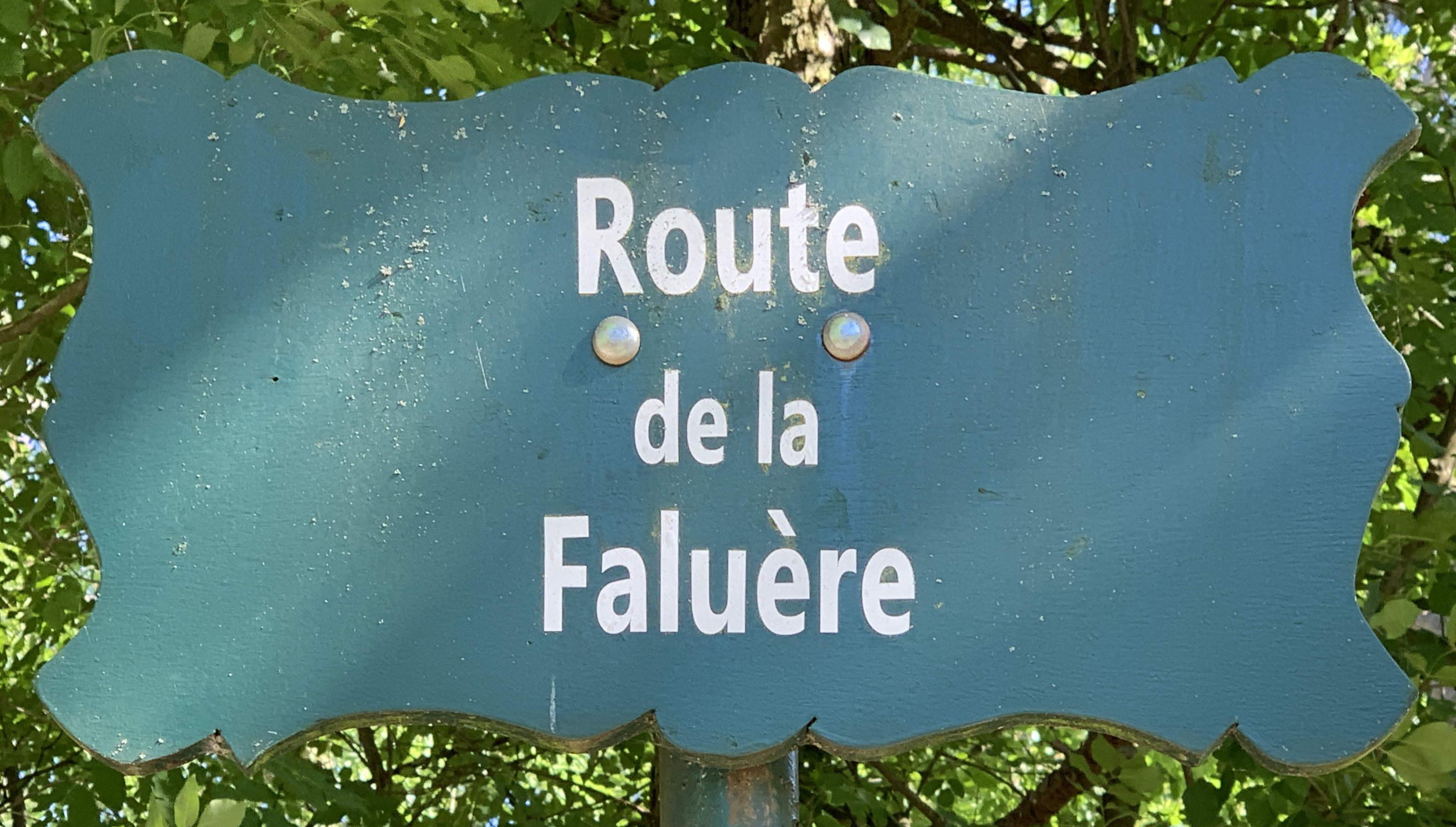
Plaque de la route.

Elle tient son nom de Alexandre Claude Lefebvre de la Faluère (1674-1747), grand maître des Eaux et Forêts de Paris, chargé de reboiser le bois de Vincennes.